# Montalzat
Montalzat település Franciaországban, Tarn-et-Garonne megyében. Lakosainak száma 654 fő (2022. január 1.). Montalzat Belfort-du-Quercy, Auty, Caussade, Lapenche, Montpezat-de-Quercy és Saint-Vincent-d'Autéjac községekkel határos.

## Népesség
A település népessége az elmúlt években az alábbi módon változott:
| Lakosok száma | 666  | 663  | 670  | 658  | 656  | 654  | 657  | 653  | 654  |
|               | 2013 | 2015 | 2016 | 2017 | 2018 | 2019 | 2020 | 2021 | 2022 |